# Роснівка
Ро́снівка —  село в Україні, в Яворівському районі Львівської області. Населення становить 207 осіб. Орган місцевого самоврядування - Яворівська міська рада.

## Населення

### Мова
Розподіл населення за рідною мовою за даними перепису 2001 року:
| Мова       | Кількість | Відсоток |
| ---------- | --------- | -------- |
| українська | 207       | 100%     |

## Церква Покрови Пресвятої Богородиці (УГКЦ)
Дерев’яна церква, зведена в 1806 році на місці давнішої, проданої до Вільшаниці. Була цікавою будівлею галицького типу. Складалася з ширшої квадратової нави, вужчого прямокутного бабинця й рівноширокого бабинцю прямокутного вівтаря. Над навою на низькому світловому восьмерикові здіймалася велика шоломова баня з ліхтарем і маківкою. Вищий зруб вівтаря покривав трисхилий дах. Нижчий зруб бабинця був покритий двосхилим причілковим дахом, схили якого плавно переходили в широке піддашшя, що оперізувало споруду. Піддашшя спиралося на профільовані випусти вінців зрубів. Розібрана в 1913 році у зв’язку з будівництвом нового, мурованого храму. Адміністратор: о. Тишкун Олег [попередні парохи: 2001.05.20 - адміністратор о. Гайдук Ярослав].

Церква Покрови Пресвятої Богородиці в 1912 р. (вигляд з північного-заходу)
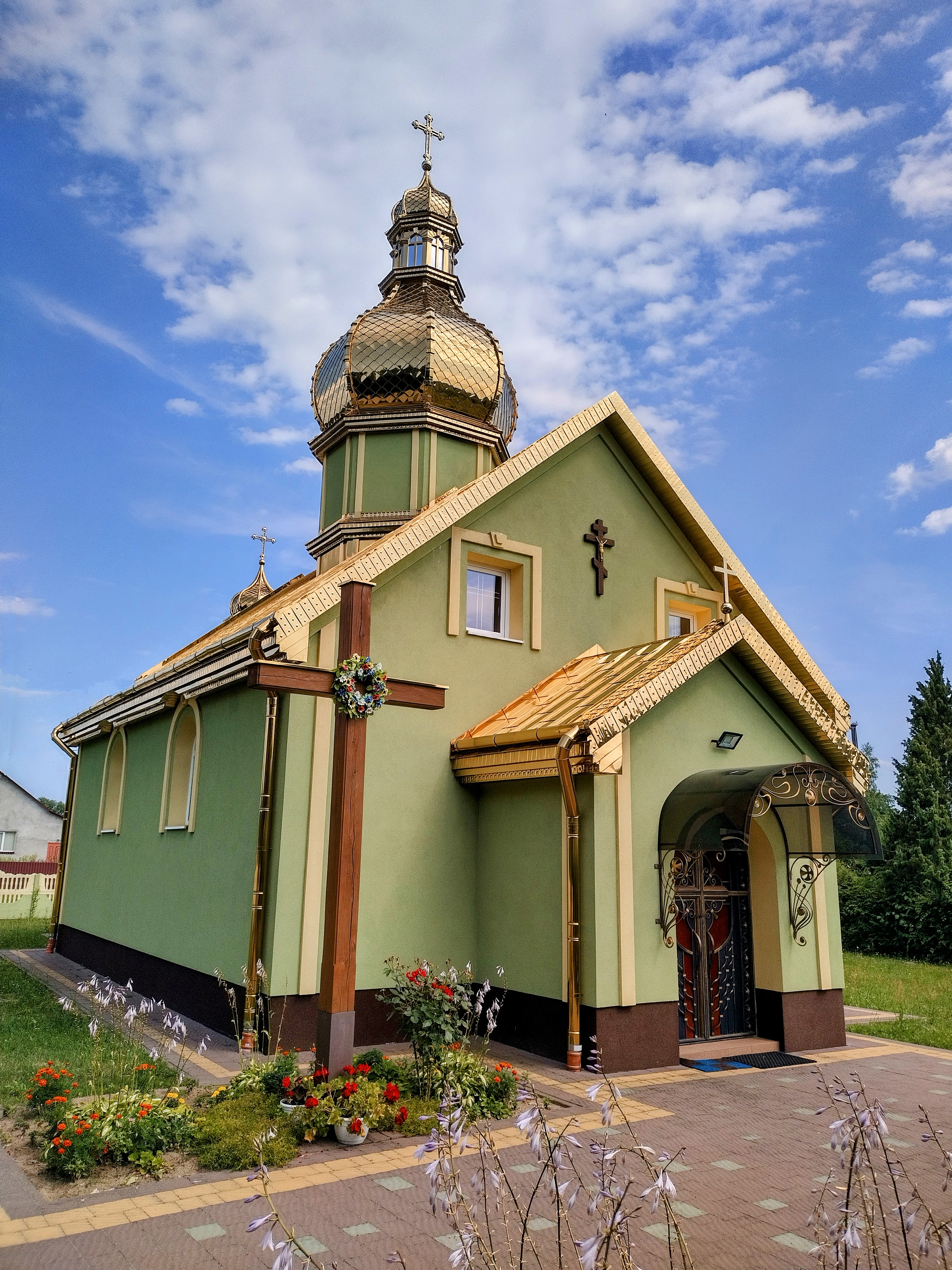
Покровська церква